# Eragrostis lepida
Eragrostis lepida är en gräsart som först beskrevs av Achille Richard, och fick sitt nu gällande namn av Ferdinand von Hochstetter och Ernst Gottlieb von Steudel. Eragrostis lepida ingår i släktet kärleksgrässläktet, och familjen gräs. Inga underarter finns listade i Catalogue of Life.